# 154493 Portisch
154493 Portisch è un asteroide della fascia principale. Scoperto nel 2003, presenta un'orbita caratterizzata da un semiasse maggiore pari a 2,5659988 UA e da un'eccentricità di 0,0872901, inclinata di 10,94535° rispetto all'eclittica.